# الجمعية الفابية
الجمعية الفابية (بالإنجليزية: Fabian Society) سميت نسبة إلى فابيوس كونكتاتورد (نحو 275 - 203 قبل الميلاد)، وهي جمعية إنكليزية أنشئت في عام 1884 وسعى أعضاؤها إلى نشر مبادئ الاشتراكية بالوسائل السلمية.
أهم ثلاثة كبار من الفابية هم:
- جورج برنارد شو.
- سيدني ويب.
- غراهام والاس.

## أصلها وتاريخها
أسس «الجمعية الفابية» سنة 1884 لفيف محدود من المفكرين البريطانيين، الذين أعجبوا بالاشتراكية كدعوة للعدالة قدر ما ضاقوا بالرطانة الماركسية عن «البروليتاريا» و«صراع الطبقات» واستئصال الرأسماليين وإقامة دولة البروليتاريا. لقد استبان هؤلاء ما في هذه الدعاوى من سرف وشطط وما تخلفه من آثار سيئة، فاستبعدوها تمامًا وأوجدوا نسخة من الاشتراكية البريطانية، تلحظ ظروف المجتمع البريطاني وتبرأ من التورط في العمل السياسي، خاصة عندما يقوم على صراع دموي عنيف. وكان البديل الذي قدموه هو «الحكمة والموعظة الحسنة»، ووسيلتها كتيبات تشرح فكرتهم بأسلوب بسيط واجتماعات وندوات تؤدي إلى «تسريب» الفكرة، واختراقها للأشخاص والهيئات واكتساب إيمانها الطوعي.
وكان على رأس المجموعة القليلة التي أسسها الزوجان سيدني ويب وزوجته بياتريس، وهما عالمان في الفكر الاشتراكي الاجتماعي والإنساني، الكاتب المسرحي جورج برنارد شو. وهم الذين أعطوا الجمعية هذا الاسم الذي أخذوه من اسم الجنرال الروماني «فابيوس»، وهو الذي تصدي لهانيبال الذي أوقع الهزائم المنكرة بالجيش الروماني في معركتين فاصلتين، فلجأ الرومان إلى فابيوس الذي وضع خطة يتفادى فيها اللقاء المباشر، ويناور ويحاور حتى يستنزف قوى عدوه وعندئذ يضرب ضربته.
في سنة 1920 انضمت «الجمعية الفابية» إلى حزب العمال الذي كانت الحركة النقابية قد أسسته، وأصبحت بمثابة الهيئة الأيديولوجية له، كما رزق العمال كاتبًا ومؤرخًا مرموقاً هو «ج. د. كول».
وظلت الحركة الفابية تعمل بوسائلها حتى شاعت الفكرة وآمن بها عدد كبير من الجمهور البريطاني، كما آمنت بها الحركة النقابية. وفي سنة 1945، حانت ساعة انتصارها عندما اكتسح العمال الانتخابات السياسية وهزموا تشرشل، الذي كان معبود الشعب البريطاني والذي قاده إلى الانتصار في الحرب العالمية. ولكن الشعب البريطاني كان من نضوج الفكرة وقوة الشخصية بحيث قال إن تشرشل هو بطل الحرب، وقد كسبها، ونحن الآن نواجه السلام.. وأبطال السلام هم أبطال العمال.
وبدأ العمال المتأثرون بفكر الفابية السلطة، وأعلنوا للمرة الأولى «دولة الرعاية» ووضع الميزانية على أسس جديدة «طبقاً للأيدي العاملة وليس طبقاً للنقود»، أن تكون «ميزانية إنسانية»، وأصدر السير وليم بيفردج كتابه «العمالة الكاملة في مجتمع حر» الذي وضع فيه أساساً اشتراكياً لاقتصاد تنتفي منه سوءات الرأسمالية من أزمة وبطالة.
ووضع نظام للتأمين الاجتماعي يغطي جميع المجالات من مرض أو شيخوخة، كما قدمت الدولة «اللبن» لكل الأسر، بحيث كانت كل أسرة تجد زجاجات اللبن الكافية أمام بابها.
كان حكم العمال سنة 1945 ثورة سلمية في التنظيم السياسي أثبت إمكان قيام دولة للرعاية، وليس للقهر والاستغلال، وتحقق هذا كله بوسائل سلمية من دعاية وفكر إلى انتخابات حرة.

## روابط خارجية
- الجمعية الفابية على موقع الموسوعة البريطانية (الإنجليزية)
- الجمعية الفابية على موقع الموسوعة البريطانية (الإنجليزية)